# Grand Prix automobile de Corée du Sud 2013
GP précédent GP suivant
Le Grand Prix automobile de Corée du Sud 2013 (2013 Formula 1 Korean Grand Prix), disputé le 6 octobre 2013 sur le Circuit international de Corée à Yeongam, est la 892e épreuve du championnat du monde de Formule 1 couru depuis 1950. Il s'agit de la quatrième édition du Grand Prix de Corée du Sud comptant pour le championnat du monde Formule 1 et de la quatorzième manche du championnat 2013. 
Pour l'organisation de cette course qui a attiré 79000 spectateurs, la province du Jeolla du Sud a payé 43,7 millions de dollars de droits à la Formula One Management et accuse un déficit de 18,1 millions de dollars. La course ayant toujours été largement déficitaire, les deux organismes ne sont pas parvenus à un accord sur le financement de l'édition suivante : le Grand Prix de Corée ne figure plus au calendrier à partir de 2014.
Comme à Singapour, deux semaines plus tôt, Sebastian Vettel n'a besoin que d'un seul tour lancé en début de troisième séance de qualification pour réaliser le meilleur temps de la session ; il interrompt même son effort lors de sa seconde sortie dès qu'il apprend que les pilotes Mercedes, ses deux principaux rivaux dans cet exercice, ne sont pas parvenus à l'améliorer. Vettel obtient ainsi sa troisième pole position consécutive, sa sixième de la saison et la quarante-deuxième de sa carrière. À plus de deux dixièmes de seconde, Lewis Hamilton se hisse à ses côtés en première ligne alors que Mark Webber, auteur du troisième temps, recule de dix rangs sur la grille, purgeant ainsi sa pénalité consécutive à trois réprimandes de la FIA. Romain Grosjean se poste donc en deuxième ligne aux côtés de Nico Rosberg, devant les Ferrari de Fernando Alonso et Felipe Massa. Pour la première fois de la saison, les deux Sauber accèdent à la dernière phase qualificative ; Nico Hülkenberg et Esteban Gutiérrez occupent la quatrième ligne.
La domination du triple champion du monde allemand se poursuit le lendemain durant les cinquante-cinq tours d'une course qu'il mène de bout en bout. Sebastian Vettel possède désormais soixante-dix-sept points d'avance sur Fernando Alonso (sixième de la course) au championnat du monde, l'équivalent de trois victoires alors qu'il ne reste plus que cinq Grands Prix à disputer. Vettel obtient sa quatrième victoire d'affilée, sa huitième cette saison et la trente-quatrième de sa carrière et a même dû refréner ses ardeurs sur une injonction de son stand qui craignait une usure trop importante de ses pneus, ce qui ne l'a pas empêcher de réaliser le meilleur tour en course ; il réalise ainsi le septième hat-trick de sa carrière et son quatrième grand chelem. 
Les deux pilotes Lotus F1 Team complètent le podium, Kimi Räikkönen dépassant Romain Grosjean au trente-huitième tour d'une épreuve ponctuée par deux sorties de la voiture de sécurité. Nico Hülkenberg, qui a gagné deux places au départ, a su résister aux assauts d'Alonso puis de Lewis Hamilton pour se classer quatrième ; suivent pour les points, Nico Rosberg, Jenson Button, Felipe Massa et Sergio Pérez.
Au championnat du monde, Vettel, avec 272 points, devance Fernando Alonso (187 points) et Kimi Räikkönen (167 points), repassé devant Lewis Hamilton (151 points) ; suivent Mark Webber (130 points) et Nico Rosberg avec 122 points. Au classement des constructeurs, Red Bull Racing, en tête avec 402 points, précède la Scuderia Ferrari (284 points) et Mercedes Grand Prix (283 points) ; suivent Lotus (239 points), McLaren (81 points), Force India (62 points), Toro Rosso (31 points), Sauber (31 points) et Williams (1 point). Neuf des onze écuries engagées au championnat ont marqué des points, Caterham et Marussia n'en ayant pas encore inscrit.

## Essais libres

### Première séance, le vendredi de 10 h à 11 h 30
| Pos. | Pilote           | Voiture          | Chrono         | Écart     |
| ---- | ---------------- | ---------------- | -------------- | --------- |
| 1    | Lewis Hamilton   | Mercedes         | 1 min 39 s 630 |           |
| 2    | Sebastian Vettel | Red Bull-Renault | 1 min 39 s 667 | + 0 s 037 |
| 3    | Mark Webber      | Red Bull-Renault | 1 min 39 s 816 | + 0 s 186 |
| 4    | Nico Rosberg     | Mercedes         | 1 min 40 s 117 | + 0 s 487 |
| 5    | Jenson Button    | McLaren-Mercedes | 1 min 40 s 215 | + 0 s 585 |
| 6    | Fernando Alonso  | Ferrari          | 1 min 40 s 374 | + 0 s 744 |

La température de l'air est de 20 °C au début de la première séance d'essais libres du Grand Prix de Corée du Sud. Si les pilotes s'élancent rapidement pour un tour d'installation, il faut attendre plus d'un quart d'heure pour que Rodolfo González, le pilote d'essais Marussia F1 Team au volant de la monoplace de Jules Bianchi, ne réalise le temps de référence en 1 min 52 s 294 sur une piste très sale car peu utilisée le reste de l'année,,. 
Le Vénézuélien améliore au fur et à mesure de ses tours lancés (1 min 49 s 169 puis 1 min 46 s 810) mais finit par se faire surprendre : il part en tête-à-queue dans le dernier secteur et percute le muret, endommageant son aileron avant. Sergio Pérez prend alors la tête en 1 min 44 s 258 et améliore régulièrement en 1 min 42 s 922, 1 min 42 s 787 puis 1 min 41 s 960. Nico Rosberg passe alors en tête en 1 min 41 s 498 puis s'incline face à Fernando Alonso (1 min 41 s 437) et Sebastian Vettel (1 min 40 s 813). Rosberg reprend le commandement en deux temps (1 min 40 s 364 et 1 min 40 s 117 mais Lewis Hamilton fixe finalement le meilleur temps de la session en 1 min 39 s 630,,. 
Dans les dernières secondes de la séance Kimi Räikkönen perd le contrôle de sa monoplace et tape le muret à haute vitesse ; si la monoplace est fortement abîmée, le Finlandais n'est pas blessé. Hamilton devance donc Vettel et son coéquipier Mark Webber, Nico Rosberg, Jenson Button, Alonso et Romain Grosjean. 
À la mi-séance, Felipe Massa est victime d'une crevaison lente à l'avant gauche ; le Brésilien est contraint de rentrer aux stands afin de faire examiner sa monoplace et ne reprend la piste que pour le dernier quart d'heure d'essais, bouclant en tout treize tours quand Pastor Maldonado et Jenson Button en ont effectué vingt-deux,,.
- James Calado, pilote essayeur chez Force India, remplace Paul di Resta lors de cette séance d'essais.
- Rodolfo González, pilote essayeur chez Marussia F1 Team, remplace Jules Bianchi lors de cette séance d'essais.

### Deuxième séance, le vendredi de 14 h à 15 h 30
| Pos. | Pilote           | Voiture          | Chrono         | Écart     |
| ---- | ---------------- | ---------------- | -------------- | --------- |
| 1    | Lewis Hamilton   | Mercedes         | 1 min 38 s 673 |           |
| 2    | Sebastian Vettel | Red Bull-Renault | 1 min 38 s 781 | + 0 s 108 |
| 3    | Nico Rosberg     | Mercedes         | 1 min 38 s 797 | + 0 s 124 |
| 4    | Mark Webber      | Red Bull-Renault | 1 min 38 s 844 | + 0 s 171 |
| 5    | Felipe Massa     | Ferrari          | 1 min 39 s 114 | + 0 s 441 |
| 6    | Romain Grosjean  | Lotus-Renault    | 1 min 39 s 226 | + 0 s 553 |

La température de la piste est de 36 °C et l'air est à 24 °C au début de la seconde séance d'essais de la journée. Tous les pilotes s'élancent dès l'ouverture de la piste pour effectuer un tour d'installation, sauf Kimi Räikkönen dont la monoplace accidentée lors de la première séance n'est pas encore réparée totalement. Jules Bianchi fixe le temps de référence en 1 min 45 s 027, rapidement battu par Pastor Maldonado (1 min 42 s 567),,. 
Jean-Éric Vergne améliore (1 min 42 s 310) puis est relayé en tête par Valtteri Bottas (1 min 42 s 009), Nico Hülkenberg (1 min 41 s 191), Sebastian Vettel (1 min 39 s 696), Mark Webber (1 min 39 s 598) et Lewis Hamilton (1 min 39 s 510). Alors que la session est entamée depuis vingt minutes, Räikkönen peut enfin disposer de sa monoplace. Sa voiture n'est toutefois pas parfaitement au point en début de session, le Finlandais indiquant que la direction assistée mal réglée faisait tirer la monoplace sur la droite,,,. 
Quelques instants plus tard, Mark Webber remonte en piste en pneus tendres et prend la tête en 1 min 38 s 844. Lewis Hamilton, également chaussé en pneus tendres, fixe peu après le meilleur temps de la journée en 1 min 38 s 673, les équipes se concentrant ensuite sur la préparation de la course en effectuant de longs relais tant en pneus tendres qu'en pneus durs et tant avec le réservoir vide que plein. Il apparaît que, sur l'ensemble des monoplaces, le pneu avant droit se dégrade énormément et que les pneus les plus tendres apportés par Pirelli sont peu efficaces car ils se détériorent exagérement très rapidement : Nico Hülkenberg perd près d'une seconde au tour sur ses rivaux avec ce type de pneumatiques,,. 
À l'issue de la séance, Charles Pic reçoit une réprimande pour avoir franchi un feu rouge destiné à le guider à la pesée. Les commissaires de piste déclarent que « le pilote n'a pas rejoint le garage de la FIA pour la pesée lorsqu'on lui a signalé de le faire. Il a admis avoir vu le feu rouge ainsi que le commissaire qui le désignait pensant toutefois que la lumière était destinée à la voiture qui le suivait. » Cette réprimande est la deuxième du Français cette saison, la dernière avant de recevoir une pénalité de dix places sur la grille,.

### Troisième séance, le samedi de 11 h à 12 h
| Pos. | Pilote           | Voiture          | Chrono         | Écart     |
| ---- | ---------------- | ---------------- | -------------- | --------- |
| 1    | Sebastian Vettel | Red Bull-Renault | 1 min 37 s 881 |           |
| 2    | Mark Webber      | Red Bull-Renault | 1 min 38 s 018 | + 0 s 137 |
| 3    | Nico Rosberg     | Mercedes         | 1 min 38 s 318 | + 0 s 437 |
| 4    | Lewis Hamilton   | Mercedes         | 1 min 38 s 332 | + 0 s 451 |
| 5    | Fernando Alonso  | Ferrari          | 1 min 38 s 486 | + 0 s 605 |
| 6    | Romain Grosjean  | Lotus-Renault    | 1 min 38 s 701 | + 0 s 820 |

La température ambiante est de 23 °C grâce à un grand soleil au début de la dernière séance d'essais libres. Les pilotes s'élancent rapidement pour boucler un premier tour d'installation et Charles Pic fixe le temps de référence, en pneus durs, en 1 min 43 s 170. Il cède peu après sa place de tête à son coéquipier Giedo Van der Garde (1 min 42 s 732) puis reprend la main en 1 min 42 s 730,,.
Van der Garde repasse en tête en 1 min 42 s 383 mais son temps est amélioré successivement par Adrian Sutil (1 min 42 s 240), Mark Webber en deux temps (1 min 39 s 330 puis 1 min 39 s 234) et son coéquipier Sebastian Vettel (1 min 39 s 014). Webber améliore à nouveau grâce à deux tours enchaînés en 1 min 39 s 001 et 1 min 38 s 946. Les pilotes Mercedes et Ferrari ne sont toujours pas entrés en piste alors que les Red Bull Racing occupent le haut du classement devant les Lotus F1 Team,,. 
Lewis Hamilton sort enfin des stands et, bien que se plaignant de vibrations de sa pédale de freins et d'un souci avec sa boîte de vitesses, établit le meilleur temps en 1 min 38 s 860. À la mi-séance, alors que tous les pilotes sont encore en pneus durs, Hamilton précède Vettel, Webber, Fernando Alonso et Romain Grosjean ; tous sont dans la même seconde. Jules Bianchi part à la faute, sans endommager sa Marussia,,. 
Webber rentre au stand pour procéder à un réglage de son aileron avant tandis que Kimi Räikkönen fait inspecter l'arrière de sa Lotus. Alors qu'il reste vingt minutes d'essais, les pilotes reprennent la piste, désormais chaussés de pneus tendres. Mark Webber passe en tête en 1 min 38 s 132 puis est battu par son coéquipier Vettel qui, en 1 min 37 s 881, fixe le meilleur temps de la session. Romain Grosjean tourne dans les temps de Vettel dans les deux premiers secteurs mais part en travers dans la dernière portion et échoue à huit dixièmes de seconde de l'Allemand,,. 
Nico Rosberg prend la troisième place de la séance devant son coéquipier Hamilton ; suivent Alonso, Grosjean, Felipe Massa, Räikkönen, Nico Hülkenberg et Jenson Button,,.

## Séance de qualifications

### Résultats des qualifications

#### Session Q1
La température ambiante est de 25 °C et la piste est à 33 °C au début de la séance qualificative du Grand Prix de Corée du Sud. À l'issue de celle-ci, Mark Webber sera pénalisé d'un recul de dix places sur la grille de départ pour avoir été raccompagné au stand après son abandon à califourchon sur la monoplace de Fernando Alonso au terme du Grand Prix de Singapour. Esteban Gutiérrez est le premier pilote en piste, rapidement rejoint par ses rivaux. Gutiérrez établit le temps de référence en 1 min 41 s 058 au volant de sa Sauber,,.
Nico Hülkenberg améliore immédiatement en 1 min 40 s 747 puis Jenson Button, dès son premier tour lancé, passe en tête en 1 min 40 s 169. Nico Rosberg améliore en 1 min 39 s 415, juste devant son coéquipier Lewis Hamilton. Fernando Alonso s'intercale ensuite entre les deux pilotes Mercedes alors que Kimi Räikkönen part à la faute dans sa première tentative lancée et que les pilotes Red Bull Racing sont toujours dans leur stand,,. 
Lewis Hamilton, lors de sa seconde tentative, toujours en pneus durs, passe en tête en 1 min 38 s 574 ; à moins de dix minutes de la fin de la session, les Red Bull et Romain Grosjean n'ont toujours pas pris la piste. Gutiérrez passe le premier par les stands pour chausser ses pneus tendres et réalise le deuxième temps. Cette performance contraint de nombreux pilotes à reprendre la piste pour éviter une élimination précoce. Mark Webber réalise son meilleur temps à cinq minutes du drapeau à damiers et termine juste derrière Hamilton et juste devant son coéquipier Sebastian Vettel qui améliore sa performance lors d'une deuxième tentative de tour rapide,,. 
En fin de session, d'autres pilotes chaussent les pneus tendres et améliorent leurs performances. Nico Hülkenberg pointe ainsi en tête en 1 min 38 s 427 avant d'être battu par Nico Rosberg (1 min 38 s 418) puis par Kimi Räikkönen (1 min 38 s 341). Romain Grosjean, qui n'a pour l'instant tourné qu'en pneus durs, tente le pari risqué de ne pas passer les pneus tendres, ce qui lui permettrait d'économiser un train de pneus,,. 
Les six pilotes éliminés sont Jules Bianchi et son coéquipier Max Chilton, Charles Pic et son coéquipier Giedo van der Garde, Pastor Maldonado et son coéquipier Valtteri Bottas,,.

#### Session Q2
La deuxième partie des qualifications débute plus calmement que la précédente. Les deux pilotes Red Bull Racing, Lewis Hamilton et Romain Grosjean sont parvenus à économiser un train de pneus tendres lors de la phase précédente et disposent ainsi d'un avantage sur leurs rivaux. Il faut attendre cinq minutes pour que les premières monoplaces entrent en piste. Tous les pilotes optent pour les pneus tendres, certains choisissant toutefois de commencer avec un train de pneus usés,,.
Daniel Ricciardo est le premier en piste mais Kimi Räikkönen fixe le premier temps de référence en 1 min 39 s 236. Il est aussitôt remplacé en tête du classement par Nico Hülkenberg (1 min 38 s 965) puis par Fernando Alonso (1 min 38 s 504). Profitant d'un train de pneus neufs supplémentaire, Hamilton se met à l'abri d'une élimination dès sa première tentative, en tournant en 1 min 37 s 824,,. 
Jean-Éric Vergne part à la faute lors de sa première tentative et doit repasser par son stand. Comme lors de la session précédente, Mark Webber et Grosjean sont les derniers à s'élancer. Si l'Australien ne parvient pas à battre Hamilton, son équipier Sebastian Vettel prend la première place en 1 min 37 s 569 quand Grosjean s'empare de la cinquième place,,. 
À deux minutes du terme, Räikkönen et Vergne font encore partie des pilotes éliminés. Le Finlandais réussit à s'extirper de cette situation délicate en se plaçant juste derrière son équipier. Fernando Alonso souhaite conforter sa position en tentant un second relais et termine à quatre dixièmes de seconde de Vettel. Au fil des tours, grâce à une piste devenue moins sale, Nico Hülkenberg et Esteban Gutiérrez améliorent leurs performances et obtiennent leur qualification aux dépens des deux pilotes McLaren Racing, éliminés,,.
Les six pilotes éliminés sont Jean-Éric Vergne et son coéquipier Daniel Ricciardo, Paul di Resta et son coéquipier Adrian Sutil, Jenson Button et son coéquipier Sergio Pérez,,.

#### Session Q3
Mark Webber et les deux pilotes Mercedes Lewis Hamilton et Nico Rosberg s'élancent dès l'ouverture de la piste, suivis par Romain Grosjean et Sebastian Vettel, tous chaussés de pneus tendres. Vettel passe en tête du classement à l'issue de cette première tentative après avoir bouclé un tour en 1 min 37 s 202. Il devance Webber de 262 millièmes de seconde ; suivent Hamilton, Grosjean et Rosberg,,.
Les cinq autres pilotes en lice font le choix de tenter de se qualifier en une seule tentative et entrent en piste à trois minutes du terme. Les dix pilotes sont tous en piste dans les deux dernières minutes de la séance. Rosberg et Webber n'améliorent pas ; Hamilton manque de peu la pole position et se classe deuxième, ce qui permet à Vettel de ne pas avoir à boucler son tour rapide et de se contenter de sa performance établie lors du précédent relais,,. 
Sebastian Vettel réalise ainsi la quarante-deuxième pole position de sa carrière, sa sixième de la saison et la troisième consécutive. Troisième de la séance, Webber partira treizième sur la grille à cause de sa pénalité. À l'issue de la qualification, Jules Bianchi est pénalisé de trois places sur la grille de départ pour avoir gêné Paul di Resta : « Le pilote de la voiture 22 a reçu la notification par radio de l'arrivée à sa hauteur de la voiture 14 mais a décidé de rester sur la ligne de course pour se lancer dans son propre tour rapide. Les commissaires considèrent que la voiture 22 aurait eu le temps de laisser passer la 14 en toute sécurité avant de commencer son tour rapide. »,,,,

### Grille de départ
| Pos.                                                                                      | Pilote              | Écurie               | Qualifications 1 | Qualifications 2 | Qualifications 3 |
| ----------------------------------------------------------------------------------------- | ------------------- | -------------------- | ---------------- | ---------------- | ---------------- |
| 1                                                                                         | Sebastian Vettel    | Red Bull-Renault     | 1 min 38 s 683   | 1 min 37 s 569   | 1 min 37 s 202   |
| 2                                                                                         | Lewis Hamilton      | Mercedes             | 1 min 38 s 574   | 1 min 37 s 824   | 1 min 37 s 420   |
| 3                                                                                         | Mark Webber         | Red Bull-Renault     | 1 min 39 s 138   | 1 min 37 s 840   | 1 min 37 s 464   |
| 4                                                                                         | Romain Grosjean     | Lotus-Renault        | 1 min 39 s 065   | 1 min 38 s 076   | 1 min 37 s 531   |
| 5                                                                                         | Nico Rosberg        | Mercedes             | 1 min 38 s 418   | 1 min 38 s 031   | 1 min 37 s 679   |
| 6                                                                                         | Fernando Alonso     | Ferrari              | 1 min 38 s 520   | 1 min 37 s 978   | 1 min 38 s 038   |
| 7                                                                                         | Felipe Massa        | Ferrari              | 1 min 38 s 884   | 1 min 38 s 295   | 1 min 38 s 223   |
| 8                                                                                         | Nico Hülkenberg     | Sauber-Ferrari       | 1 min 38 s 427   | 1 min 37 s 913   | 1 min 38 s 237   |
| 9                                                                                         | Esteban Gutiérrez   | Sauber-Ferrari       | 1 min 38 s 725   | 1 min 38 s 327   | 1 min 38 s 405   |
| 10                                                                                        | Kimi Räikkönen      | Lotus-Renault        | 1 min 38 s 341   | 1 min 38 s 181   | 1 min 38 s 822   |
| 11                                                                                        | Sergio Pérez        | McLaren-Mercedes     | 1 min 39 s 049   | 1 min 38 s 362   |                  |
| 12                                                                                        | Jenson Button       | McLaren-Mercedes     | 1 min 38 s 882   | 1 min 38 s 365   |                  |
| 13                                                                                        | Daniel Ricciardo    | Toro Rosso-Ferrari   | 1 min 38 s 525   | 1 min 38 s 417   |                  |
| 14                                                                                        | Adrian Sutil        | Force India-Mercedes | 1 min 38 s 988   | 1 min 38 s 431   |                  |
| 15                                                                                        | Paul di Resta       | Force India-Mercedes | 1 min 39 s 185   | 1 min 38 s 718   |                  |
| 16                                                                                        | Jean-Éric Vergne    | Toro Rosso-Ferrari   | 1 min 39 s 075   | 1 min 38 s 781   |                  |
| 17                                                                                        | Valtteri Bottas     | Williams-Renault     | 1 min 39 s 470   |                  |                  |
| 18                                                                                        | Pastor Maldonado    | Williams-Renault     | 1 min 39 s 987   |                  |                  |
| 19                                                                                        | Charles Pic         | Caterham-Renault     | 1 min 40 s 864   |                  |                  |
| 20                                                                                        | Giedo van der Garde | Caterham-Renault     | 1 min 40 s 871   |                  |                  |
| 21                                                                                        | Jules Bianchi       | Marussia-Cosworth    | 1 min 41 s 169   |                  |                  |
| 22                                                                                        | Max Chilton         | Marussia-Cosworth    | 1 min 41 s 322   |                  |                  |
| Temps minimal à réaliser pour la qualification : 1 min 45 s 224 (107 % de 1 min 38 s 341) |                     |                      |                  |                  |                  |

- Mark Webber, troisième temps des qualifications, est pénalisé de dix places sur la grille pour avoir reçu trois réprimandes. Il s'élance donc treizième[27].
- Jules Bianchi, vingt-et-unième temps des qualifications, est pénalisé de trois places sur la grille pour avoir gêné Paul di Resta durant la première phase des qualifications. Il s'élance vingt-deuxième et dernier[27].

## Course

### Déroulement de l'épreuve
La température ambiante est de 27 °C au départ du Grand Prix de Corée du Sud où, malgré les quelques craintes de la veille, les prévisions météorologiques actualisées excluent la pluie durant toute la durée de la course. Les vingt-deux pilotes s'alignent sur la grille de départ en pneus tendres, sauf Daniel Ricciardo qui choisit d'effectuer son premier relais en pneus durs. À l'extinction des feux, Sebastian Vettel s'engouffre en tête dans le premier virage alors qu'à l'arrière plusieurs accrochages se produisent. Felipe Massa part en tête-à-queue et manque d'accrocher son coéquipier Fernando Alonso ; Jenson Button (contact avec son coéquipier Pérez) et Adrian Sutil abîment leur aileron avant. Au premier passage sur la ligne de chronométrage, Vettel devance Romain Grosjean qui a passé Lewis Hamilton au bout de la longue ligne droite qui suit le départ, Nico Rosberg, Nico Hülkenberg, Alonso, Ricciardo, Kimi Räikkönen, Pastor Maldonado, Button, Sergio Pérez, Mark Webber, Paul di Resta et Esteban Gutiérrez,,.
Kimi Räikkönen, en lutte avec Daniel Ricciardo pour le gain de la septième place, le passe grâce à son aileron arrière mobile dans le troisième tour. Sutil et Button rentrent au stand dès le tour suivant pour changer leurs ailerons avant tandis que Massa navigue en fond de peloton (il était vingt-et-unième à l'issue du premier tour). En tête, Vettel creuse immédiatement l'écart : au sixième passage, il possède 3 secondes d'avance sur Grosjean, 4 s sur Hamilton, 8 s sur Rosberg, 10 s sur Hülkenberg, 11 s sur Alonso, 12 s sur Räikkönen, 15 s sur Ricciardo, 17 s sur Webber et 18 s sur Maldonado,,. 
Mark Webber ravit la huitième position à son compatriote quand Massa change le premier ses pneus, au septième tour ; Maldonado, di Resta et Gutiérrez rentrent au suivant, Giedo van der Garde au neuvième quand Alonso voit son futur équipier Räikkönen le dépasser dans la ligne droite grâce à son aileron arrière mobile. Hamilton, Alonso et Charles Pic stoppent au dixième tour ; Grosjean, Rosberg, Hülkenberg et Jules Bianchi au suivant. Grosjean et Hamilton, en pneus neufs, se livrent un duel acharné et le Français parvient à contenir le Britannique qui n'hésite pas à utiliser son aileron arrière mobile, sans succès. Vettel possède 2 secondes davance sur le duo en lutte et Ricciardo est quatrième mais doit encore s'arrêter. Vettel et Räikkönen changent de pneus
au douzième tour ; Webber, Jean-Éric Vergne et Max Chilton au quatorzième et Ricciardo, sur une stratégie décalée, au dix-neuvième tour. À la lutte pour accéder aux points, Sergio Pérez attaque di Resta et Maldonado, au prix d'une manœuvre qui lui vaut une enquête des commissaires de course,,. 
Dans la vingtième boucle, à l'issue des changements de pneumatiques, Vettel devance Grosjean de 4 secondes, Hamilton de 6 s, Rosberg de 18 s, Hülkenberg de 23 s, Alonso et Räikkönen de 24 s ; suivent Webber, Button et Pérez. Van der Garde est pénalisé d'un drive-through pour avoir poussé Bianchi hors de la piste. Alonso, qui a repris l'avantage sur Räikkönen après son premier arrêt bute sur Hülkenberg qu'il n'arrive pas à dépasser,,. 
Ricciardo passe di Resta pour le gain de la douzième place quand Button, Maldonado, di Resta changent leurs pneus au vingt-quatrième tour. Lewis Hamilton a complètement détruit ses pneus avant mais reste toutefois en piste. Räikkönen adapte sa stratégie de course en s'arrêtant au vingt-sixième tour pour tenter de dépasser Alonso et Hülkenberg. Paul di Resta, treizième, perd le contrôle de sa monoplace, part en glissade et percute le muret, ce qui provoque son abandon. Au vingt-huitième tour, Hülkenberg passe par son stand et perd beaucoup de temps. Webber dépasse Fernando Alonso pour le gain de la cinquième place,,. 
L'ensemble du museau-aileron avant de Nico Rosberg s'affaisse brutalement dans la ligne droite alors que l'Allemand dépasse son coéquipier, toujours en difficulté avec ses pneumatiques. L'aileron frotte sur la piste provoquant une gerbe ininterrompue d'étincelles. Rosberg s'arrête au stand et perd beaucoup de temps dans la manœuvre, les mécaniciens ayant du mal à extraire l'aileron. Rosberg ressort douzième quand Alonso, Sutil et Valtteri Bottas s'arrêtent, au vingt-neuvième tour. Cet incident oblige Hamilton à patienter un tour supplémentaire en piste avec des pneus détruits avant de pouvoir enfin chausser des pneus neufs. Il s'arrête avec Massa au trentième tour pour repartir derrière Räikkönen ; Webber s'arrête au tour suivant. Si Alonso prend l'avantage sur Ricciardo, il a toutefois perdu beaucoup de temps sur Räikkönen,,. 
Comme à Silverstone, Sergio Pérez est victime d'une explosion violente de pneu en pleine ligne droite à la suite d'un déchapage. Le Mexicain rentre aux stands au ralenti, pneu avant droit complètement détruit, tandis que a voiture de sécurité entre en piste dans le trente-deuxième tour pour permettre aux commissaires de piste de récupérer la bande de roulement de la McLaren qui git en pleine piste. Vettel, Grosjean Ricciardo, Webber, Gutiérrez et l'infortuné Pérez en profitent pour changer de pneus une dernière fois. Au trente-troisième passage, derrière la voiture de sécurité, Vettel précède Grosjean, Räikkönen, Hamilton, Hülkenberg, Alonso, Button, Rosberg, Maldonado, Ricciardo, Webber, Sutil, Gutiérrez, Massa, Pérez, Vergne, Bottas, Pic, Bianchi, Van der Garde et Chilton. Webber occupe la onzième position car il a dû s'arrêter, victime d'une crevaison lente,,. 
Lors de la relance, à la fin du trente-sixième tour, Sutil perd le contrôle de sa monoplace et part en tête-à-queue au troisième virage. Il percute légèrement Webber qui prend alors l'échappatoire où sa monoplace prend subitement feu. Lors du contact, un radiateur a été percé et de l'huile s’est répandue sur les échappements, provoquant instantanément l'incendie. L'Australien quitte très calmement sa monoplace tandis que Räikkönen dépasse son coéquipier Grosjean de façon autoritaire et pointe désormais en deuxième position. Le trio de tête bute alors sur un 4x4 d'intervention entré en piste pour procéder à l'extinction de l'incendie de la Red Bull alors que la voiture de sécurité n'est pas encore en piste. Sutil a perdu beaucoup de temps pour rentrer au stand et en ressort en dernière position,,,. 
La course est relancée à l'entame du quarante-et-unième tour ; Vettel contient parfaitement Räikkönen et Grosjean ; suivent Hülkenberg, Hamilton, Alonso, Button, Rosberg, Maldonado et Ricciardo. Sutil est pénalisé d'un drive-through pour vitesse excessive dans la voie des stands. Hamilton revient au contact de Nico Hülkenberg mais ne parvient pas à trouver l'ouverture. Une âpre bataille s'engage alors entre les quatre pilotes sud-américains Massa, Gutiérrez, Pérez et Maldonado. Massa dépasse Gutiérrez, Maldonado perd quatre places en l'espace d'un tour, ce qui permet à Massa d'entrer dans les points. À trois tours du but, Daniel Ricciardo abandonne alors qu'il était neuvième (son coéquipier Vergne fait de même au tour suivant),,. 
Sebastian Vettel remporte sa quatrième victoire consécutive et devance les deux pilotes Lotus, Räikkönen et Grosjean ; suivent pour les points Hülkenberg, Hamilton, Alonso, Rosberg, Button, Massa et Pérez,,. 
À l'issue de la course, Charles Pic, Jules Bianchi, Giedo van der Garde et Max Chilton écopent chacun d'une réprimande pour n'avoir pas suffisamment ralenti sous régime de drapeau jaune ou derrière la voiture de sécurité pendant la course. Les deux Français, dont c'est la troisième réprimande depuis le début de l'année, sont donc pénalisés d'un recul de dix places sur la grille de départ du Grand Prix du Japon,,.

### Classement de la course
| Pos. | no | Pilote              | Écurie               | Tours | Temps/Abandon                      | Grille | Points |
| ---- | -- | ------------------- | -------------------- | ----- | ---------------------------------- | ------ | ------ |
| 1    | 1  | Sebastian Vettel    | Red Bull-Renault     | 55    | 1 h 43 min 13 s 701 (179,387 km/h) | 1      | 25     |
| 2    | 7  | Kimi Räikkönen      | Lotus-Renault        | 55    | + 4 s 224                          | 9      | 18     |
| 3    | 8  | Romain Grosjean     | Lotus-Renault        | 55    | + 4 s 927                          | 3      | 15     |
| 4    | 11 | Nico Hülkenberg     | Sauber-Ferrari       | 55    | + 24 s 114                         | 7      | 12     |
| 5    | 10 | Lewis Hamilton      | Mercedes             | 55    | + 25 s 255                         | 2      | 10     |
| 6    | 3  | Fernando Alonso     | Ferrari              | 55    | + 26 s 189                         | 5      | 8      |
| 7    | 9  | Nico Rosberg        | Mercedes             | 55    | + 26 s 698                         | 4      | 6      |
| 8    | 5  | Jenson Button       | McLaren-Mercedes     | 55    | + 32 s 262                         | 11     | 4      |
| 9    | 4  | Felipe Massa        | Ferrari              | 55    | + 34 s 390                         | 6      | 2      |
| 10   | 6  | Sergio Pérez        | McLaren-Mercedes     | 55    | + 35 s 155                         | 10     | 1      |
| 11   | 12 | Esteban Gutiérrez   | Sauber-Ferrari       | 55    | + 35 s 990                         | 8      |        |
| 12   | 17 | Valtteri Bottas     | Williams-Renault     | 55    | + 47 s 049                         | 17     |        |
| 13   | 16 | Pastor Maldonado    | Williams-Renault     | 55    | + 50 s 013                         | 18     |        |
| 14   | 20 | Charles Pic         | Caterham-Renault     | 55    | + 1 min 03 s 578                   | 19     |        |
| 15   | 21 | Giedo van der Garde | Caterham-Renault     | 55    | + 1 min 04 s 501                   | 20     |        |
| 16   | 22 | Jules Bianchi       | Marussia-Cosworth    | 55    | + 1 min 07 s 970                   | 22     |        |
| 17   | 23 | Max Chilton         | Marussia-Cosworth    | 55    | + 1 min 12 s 898                   | 21     |        |
| 18   | 18 | Jean-Éric Vergne    | Toro Rosso-Ferrari   | 53    | Problème mécanique                 | 16     |        |
| 19   | 19 | Daniel Ricciardo    | Toro Rosso-Ferrari   | 52    | Problème mécanique                 | 12     |        |
| 20   | 15 | Adrian Sutil        | Force India-Mercedes | 50    | Conséquence d'une sortie de piste  | 14     |        |
| Abd. | 2  | Mark Webber         | Red Bull-Renault     | 36    | Incendie                           | 13     |        |
| Abd. | 14 | Paul di Resta       | Force India-Mercedes | 24    | Sortie de piste                    | 15     |        |

### Pole position et record du tour
- Pole position :  Sebastian Vettel (Red Bull-Renault) en 1 min 37 s 202 (207,959 km/h)[36].
- Meilleur tour en course :  Sebastian Vettel (Red Bull-Renault) en 1 min 41 s 380 (199,388 km/h) au cinquante-troisième tour[37].

### Tours en tête
- Sebastian Vettel : 55 tours (1-55)[38]

## Classements généraux à l'issue de la course
| Pos. | Pilote           | Écurie               | Points |
| ---- | ---------------- | -------------------- | ------ |
| 1    | Sebastian Vettel | Red Bull-Renault     | 272    |
| 2    | Fernando Alonso  | Ferrari              | 195    |
| 3    | Kimi Räikkönen   | Lotus-Renault        | 167    |
| 4    | Lewis Hamilton   | Mercedes             | 161    |
| 5    | Mark Webber      | Red Bull-Renault     | 130    |
| 6    | Nico Rosberg     | Mercedes             | 122    |
| 7    | Felipe Massa     | Ferrari              | 89     |
| 8    | Romain Grosjean  | Lotus-Renault        | 72     |
| 9    | Jenson Button    | McLaren-Mercedes     | 58     |
| 10   | Paul di Resta    | Force India-Mercedes | 36     |
| 11   | Nico Hülkenberg  | Sauber-Ferrari       | 31     |
| 12   | Adrian Sutil     | Force India-Mercedes | 26     |
| 13   | Sergio Pérez     | McLaren-Mercedes     | 23     |
| 14   | Daniel Ricciardo | Toro Rosso-Ferrari   | 18     |
| 15   | Jean-Éric Vergne | Toro Rosso-Ferrari   | 13     |
| 16   | Pastor Maldonado | Williams-Renault     | 1      |

| Pos. | Écurie               | Points |
| ---- | -------------------- | ------ |
| 1    | Red Bull-Renault     | 402    |
| 2    | Ferrari              | 284    |
| 3    | Mercedes             | 283    |
| 4    | Lotus-Renault        | 239    |
| 5    | McLaren-Mercedes     | 81     |
| 6    | Force India-Mercedes | 62     |
| 7    | Toro Rosso-Ferrari   | 31     |
| 8    | Sauber-Ferrari       | 31     |
| 9    | Williams-Renault     | 1      |

## Statistiques
Le Grand Prix de Corée du Sud 2013 représente :
- la 42e pole position de sa carrière pour Sebastian Vettel, sa troisième consécutive[41] ;
- la 34e victoire de sa carrière pour Sebastian Vettel, sa quatrième consécutive[42] ;
- le 7e hat-trick de sa carrière pour Sebastian Vettel, son second consécutif[43] ;
- le 4e Grand Chelem de sa carrière pour Sebastian Vettel (pole position, victoire, meilleur tour en course, tous les tours en tête), son second consécutif[44] ;
- la 42e victoire pour Red Bull Racing en tant que constructeur[45] ;
- la 160e victoire pour Renault en tant que motoriste[46].

Au cours de ce Grand Prix :
- Renault égale le record de pole positions de Ferrari en tant que motoriste (208 pole positions)[47],[48] ;
- Emanuele Pirro (37 départs en Grands Prix entre 1989 et 1991, 3 points inscrits et quintuple vainqueur des 24 Heures du Mans) est nommé assistant des commissaires de course.